# Genomová mutace
Genomová mutace je mutace, která se projeví odchylkou od standardního počtu chromozómů. Rozlišujeme aneuploidii (odchylky v počtu jednotlivých chromozómů), polyploidii (znásobení celých sad chromozómů) a haploidii (redukci na jednu chromozomální sadu).

## Života schopné aneuploidie u člověka

### Aneuploidie pohlavních chromozómů
- Turnerův syndrom
- Klinefelterův syndrom
- XXX syndrom
- XYY syndrom

### Aneuploidie somatických chromozómů
- Downův syndrom
- Edwardsův syndrom
- Patauův syndrom

## Polyploidie
Mezi obratlovci je polyploidie vzácná. Známá je u některých žab. V Pákistánu žije ropucha Bufo pseudoraddei baturae,
jejíž populace je plně triploidní a sexuálně se rozmnožující. Triploidní samci produkují haploidní spermie, triploidní samice produkují diploidní vajíčka.
V naší přírodě se vyskytuje klepton skokan zelený, Rana esculenta, který představuje křížence mezi skokanem skřehotavým a skokanem krátkonohým. Někteří kříženci jsou triploidní. Nejedná se však o samostatný druh, pro udržení životaschopnosti je nutné neustálé zpětné křížení alespoň s jedním rodičovským druhem. Spekuluje se o tom, že by skokan zelený mohl představovat právě vznikající nový druh.
U rostlin jsou naproti tomu polyploidie mnohem běžnější. Obecně lze tvrdit, že většina tri- a penta- ploidních forem má sníženou plodnost, není schopna efektivního pohlavního rozmnožování a množí se především vegetativně. U tetraploidů bývá snížení plodnosti méně výrazné. Mnoho polyploidních forem se vyskytuje mezi pěstovanými plodinami, neboť jedním z častých projevů polyploidie je mohutnější vzrůst a lepší životaschopnost.